# Kota (Radżastan)
Kota (hindi कोटा) – miasto w Radżastanie, w północno-zachodnich Indiach, nad rzeką Chambal. Około 695 tysięcy mieszkańców (2001).